# Kamiony
Kamiony (Wielki Kamień, kaszb. Wiôlgë Kamiéń) – część wsi Nowa Karczma w Polsce położona w województwie pomorskim, w powiecie kościerskim, w gminie Nowa Karczma.
Osada położona jest nad jeziorem Kamionki.
W latach 1975–1998 miejscowość administracyjnie należała do województwa gdańskiego.